# Escandinavismo

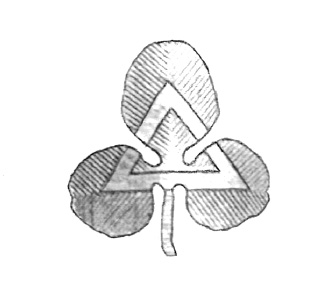
Logo del escandinavismo. El trébol de tres hojas representa la unión de Dinamarca, Suecia y Noruega.

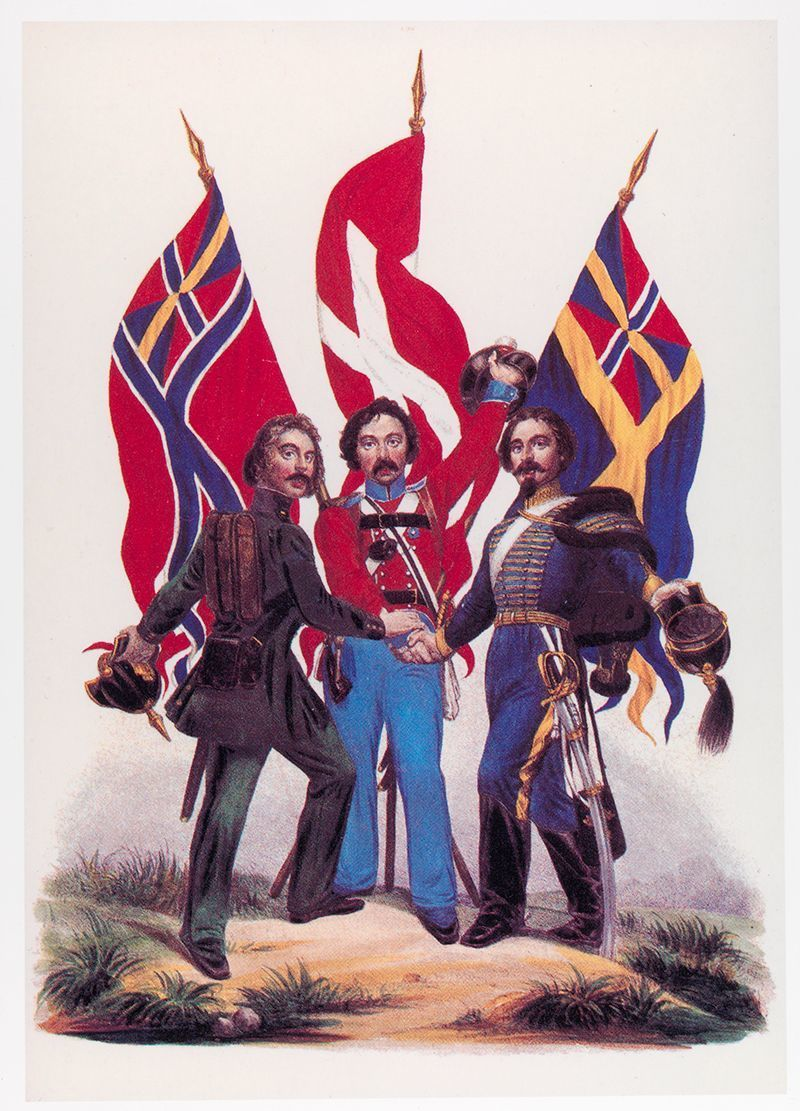
Propaganda del que muestra, de izquierda a derecha, soldados de Noruega, Dinamarca y Suecia, con sendas banderas, dándose las manos.

Se llama escandinavismo o panescandinavismo a un fenómeno político y cultural que, impulsado por los estudiantes y apoyado por la burguesía, se formó en Dinamarca y Suecia en la década de 1840. Sus objetivos iniciales no están claros, ya que se discute si perseguía una unión política y económica o si buscaba sencillamente un intercambio cultural y científico. Sea como fuere, el escandinavismo perdió su peso político tras la ocupación alemana de Dinamarca en la guerra de los Ducados (1863-1864). Los escandinavistas defendieron como elementos de una herencia común su pasado compartido, la mitología nórdica y las raíces lingüísticas del nórdico antiguo. La expansión de estas ideas estuvo alentada por la unión entre Noruega y Suecia, auspiciada en 1815, y la preocupación de esta última sobre la sucesión danesa en Holstein.

## Historia
El escandinavo como movimiento moderno se originó en el siglo XIX. El movimiento escandinavo fue paralelo a los movimientos de unificación de Alemania e Italia. A diferencia de las contrapartes alemana e italiana, el proyecto de construcción del estado escandinavo no tuvo éxito y ya no se adelanta. Estuvo en su apogeo a mediados del siglo XIX y apoyaba la idea de la unidad  de Escandinavia.
El movimiento fue iniciado por estudiantes universitarios daneses y suecos en la década de 1840, originándose en Escania, sur de Suecia. Al principio, el establecimiento político de los dos países, tanto el monarca absoluto Christian VIII como Carlos XIV con su «gobierno de un solo hombre», sospecharon del movimiento. El movimiento fue una fuerza de peso entre 1846 y 1864, sin embargo, el movimiento fue languideciendo y solo tuvo un fuerte apoyo entre la población de habla sueca de Finlandia.
El colapso del escandinavismo o panescandinavismo se produjo en 1864 cuando estalló la Guerra de los Ducados. El rey Carlos XV, quien fue rey de Suecia-Noruega desde 1859 hasta su muerte en 1872, a pesar de defender el panescandinavismo, no ayudó a Dinamarca en la guerra.
El autor Hans Christian Andersen se convirtió en un seguidor del panescandinavismo después de una visita a Suecia en 1837, y se comprometió a escribir un poema que transmitiera la relación especial de suecos, daneses y noruegos. Fue en julio de 1839, durante una visita a la isla de Fionia en Dinamarca, cuando Andersen escribió por primera vez el texto de su poema, Jeg er en Skandinav («Soy un escandinavo»). Andersen compuso el poema para capturar «la belleza del espíritu nórdico, la forma en que las tres naciones hermanas han ido creciendo juntas», como parte de un himno nacional escandinavo. El compositor Otto Lindblad puso música al poema y la composición se publicó en enero de 1840. Su popularidad alcanzó su punto máximo en 1845, después de lo cual rara vez se cantaba.

## En la literatura
La novela de Sherlock Holmes «Un escándalo en Bohemia» menciona a un rey ficticio de Escandinavia cuya hija está a punto de casarse con el (también ficticio) rey de Bohemia, un protagonista importante de dicha historia.